# Schnellgericht (Österreich)
Schnellgericht ist eine in Österreich gebräuchliche Bezeichnung aus dem Bereich der Sicherheitsbehörden. Es handelt sich dabei nicht um ein Gericht im eigentlichen Sinne.

## Einsatzbereiche und Arbeitsweise
Früher wurden mobile Schnellgerichte in Österreich hauptsächlich zur Ahndung von Verkehrsdelikten zu den Hauptreisezeiten in den 1970er und 1980er Jahren an der Gastarbeiterroute eingesetzt.
Heutzutage werden Schnellrichter z. B. zur Ahndung von Verstößen gegen Prostitutionsgesetze – aber auch noch im Kfz-Bereich – eingesetzt.
Diese Schnellgerichte werden meist in Fahrzeugen der Polizei abgehalten. Als Schnellrichter fungiert ein Strafreferent oder Polizeijurist der jeweils für den Tatort zuständigen Sicherheitsbehörde. Dieser ist kein Richter, sondern Verwaltungsbeamter. Er kann das Verwaltungsstrafverfahren an Ort und Stelle durchführen und eine Strafverfügung ausstellen.

## Einsatzzweck
Schnellgerichte wurden zur Ahndung von Verletzungen von Verwaltungsvorschriften eingesetzt, welche durch eine Organstrafverfügung aufgrund der Schwere des Vergehens nicht mehr bestraft werden können bzw. für die diese Möglichkeit gar nicht vorgesehen ist und die deshalb angezeigt werden müssen.
Da es früher noch keine zwischenstaatlichen Abkommen für die Einbringlichmachung dieser Geldstrafen gegeben hat, war neben Organstrafverfügungen das Schnellgericht die einzige Möglichkeit, eine Verwaltungsstrafe über einen ausländischen Kraftfahrer, welcher eine Verwaltungsübertretung nach dem Kraftfahrgesetz (KfG) begangen hat, wirksam zu verhängen.
Im Rahmen der Organstrafverfügung dürfen Geldstrafen bis zu einer Höhe von 90 Euro erhoben werden. Dabei geht es um Vergehen wie Falschparken, oder wenn am Steuer während der Fahrt mit einem Mobiltelefon ohne Freisprecheinrichtung telefoniert wird.
Für inländische Kraftfahrer sollten diese Schnellgerichte eine abschreckende Wirkung haben; die ausgesprochenen Geldstrafen waren in der Regel empfindlich höher, als dies in einem gewöhnlichen Verwaltungsstrafverfahren üblich war.
Man sah den Einsatz eines mobilen Schnellgerichts auch als eine geeignete Maßnahme, um die eklatant hohen Unfallzahlen zu senken. Der Einsatz dieser Schnellgerichte wurde regelmäßig vor den Hauptreisezeiten in den Tageszeitungen angekündigt.

## Strafvollzug
Bei diesen schnellen Verwaltungsstrafverfahren waren früher neben Strafreferenten, Exekutivbediensteten und dem Beschuldigten auch stets ein österreichischer Bankbeamter zugegen, um die Bezahlung der verhängten Geldstrafen auch in ausländischer Währung möglich zu machen. Die durch Schnellgerichte verhängten Geldstrafen waren von ausländischen Verkehrsteilnehmern an Ort und Stelle zu bezahlen.
Wird der Strafbetrag sofort bezahlt, können Schnellrichter bis zu 360 Euro einkassieren. Wird nicht gezahlt und eine Anzeige ausgestellt, ist mit einer Strafe von bis zu 1.000 Euro zu rechnen.
Bei solchen Schnellverfahren hat allein die Wiener Polizei im Jahr 2006 bei 135 Einsätzen 572 Verkehrssünder unmittelbar nach ihrem Vergehen zu einer durchschnittlichen Summe von 900 Euro Strafgeld verurteilt. Dabei handelte es sich überwiegend um Drängler und Schnellfahrer oder Fahrer, die die Sperrlinien missachten oder andere Verkehrsteilnehmer schneiden (in den Sicherheitsbereich fahren). Ein Vorteil der Schnellverfahren sei es, dass es zu weniger Einsprüchen käme und die Länge der Verfahren erheblich verkürzt werde. Pro Monat werden in Wien durchschnittlich 15 vierstündige Einsätze in Zivilfahrzeugen durchgeführt.
Trotz der hohen Strafgelder wurden im März 2021 auf einem sogenannten „Rasergipfel“ in Kärnten über Kontrollen, höhere Strafen sowie ein Präventivkonzept gegen illegale Straßenrennen debattiert und eine eigene „Task Force“ eingerichtet.